# Ceslas Spicq
Ceslas Spicq OP, Taufname: Bernard Spicq (* 29. April 1901 in Saint-Mihiel in Lothringen; † 14. Januar 1992 in Freiburg) war ein französischer Dominikanerbruder.

## Leben
Er studierte Theologie an der Fakultät der Dominikaner Le Saulchoi im belgischen Kain bei Tournai und war nach Beendigung des Studiums von 1928 bis 1939 Professor für Exegese an der dortigen Hochschule des Ordens. 
1930 besuchte er die Ecole biblique in Jerusalem. Von 1939 bis 1941 wurde er eingezogen, diente in der französischen Armee und geriet in Kriegsgefangenschaft, aus der er 1943 zurückkehrte und Professor für Exegese an der Universität Salamanca wurde (bis 1944). 
Nach dem Ende des Krieges liess er sich in der Schweiz nieder und war von 1953 bis 1971 an der Universität Freiburg Professor für Exegese des Neuen Testaments. 

### Wirken
Er gehörte der päpstlichen Bibelkommission an und war bekannt für seine reiche Tätigkeit durch Vorträge, Predigt und Seelsorge. Er hinterliess ein umfangreiches Werk mit Arbeiten zur biblischen Begriffsgeschichte und Lexikografie, zur Geschichte der Exegese, Bibelkommentare und Schriften zur Spiritualität im Neuen Testament.

## Schriften (Auswahl)
- Saint Paul: Les Épîtres Pastorales. Paris, Gabalda, 1947.
- Spiritualité sacerdotale d’apres Saint Paul. Paris, Ausgaben des Cerf, 1954.
- Agapè: Prolégomènes é uné eté de théologie néo testamentaire. Louvain, E. Nauwelaerts, 1955.
- Die Moral des neuen Testaments. Freiburg, Herder 1959.
- Ceslas Spicq; Markus Merz: Die Nächstenliebe in der Bibel. Einsiedeln; Zürich; Köln: Benziger, 1962.
- Ceslas Spicq; August Berz: Der Priester wie Paulus ihn sieht. Luzern; München: Rex-Verlag, 1964.
- Personale Entscheidung vor Gott nach der Heiligen Schrift. Lebendiges Zeugnis: eine Schriftenreihe für katholische Christen an der Hochschule und im Beruf, 1965/4/1.
- Lexique theologique du Nouveau Testament. Freiburg, Éditions universitaires, 1991.